# السلوك العملي
سلوك العمل هو السلوك الذي يستخدمه المرء في العمل وعادة ما يكون أكثر رسمية من الأنواع الأخرى من السلوك البشري. ويعرف أنه مجموعة من الأفعال والأفعال المتتالية التي يقوم بها الشخص والتي تهدف إلى تحويل أشياء العمل من أجل تحقيق النتيجة المناسبة ودمج العامل مع عملية العمل. يختلف هذا السلوك من مهنة إلى أخرى، حيث أن بعضها غير رسمي أكثر من البعض الآخر. على سبيل المثال، عادةً ما يكون لـ مبرمجي الحاسوب مساحة أكبر بكثير في عملهم من المحامي.
عادة ما يكون الناس أكثر حرصًا من العمل الخارجي في كيفية تصرفهم مع زملائهم، حيث يمكن اعتبار العديد من الإجراءات التي يُقصد بها الدعابة على أنها غير مناسبة أو حتى المضايقة في بيئة العمل. في بعض الحالات، قد يتخذ الرجال عناية أكبر بكثير حتى لا يُنظر إليهم على أنهم تحرش جنسي أكثر مما يفعلون في العادة.
يعد سلوك العمل أحد الجوانب المهمة لسلوك الإنسان. إذ يعد اتصال فردي تجاه بقية أعضاء مكان العمل. ايضًا فهو يتضمن كل من أسلوب الاتصال اللفظي وغير اللفظي. على سبيل المثال، الثقة هي سلوك غير لفظي ينعكس غالبًا من خلال التواصل اللفظي في مكان العمل. إنه يمثل موقفك تجاه فريقك وزملائك. يؤدي سلوك العمل الإيجابي والجيد للفرد إلى أداء أعلى وإنتاجية ومخرجات رائعة من قبل الفريق أو الفرد. من المنظور التنظيمي هو أهم مجال يجب أن يركز فيه مديرو الموارد البشرية.
يحدد ساكيت وولمزلي (2014) سمات الشخصية الأكثر أهمية للنجاح في مكان العمل، كما تم نشرها في وجهات نظر حول العلوم النفسية. يسلط بحثهم الضوء على الضمير، والاستقرار العاطفي، والقبول باعتبارها أهم السمات المرتبطة بالأداء الوظيفي الإيجابي والنتائج. تؤكد هذه الدراسة على أهمية هذه السمات في التنبؤ بفعالية الموظف والنجاح التنظيمي.

## سلوك العمل العكسي
سلوك العمل العكسي هو أيضًا نوع من سلوك العمل. غالبية الناس لا يعرفون ما هو سلوك العمل العكسي. سلوك العمل الذي يؤدي إلى نتائج عكسية هو الفعل الذي يمارسه الموظفون ضد المنظمات التي تضر أو تنتهك إنتاج العمل.بعض الأمثلة على سلوك العمل الذي يؤدي إلى نتائج عكسية قد تتضمن الإجراءات السلبية مثل عدم العمل للوفاء بسطر التاريخ أو تزوير عدم الكفاءة. حتى الناس لا يدركون هذا السلوك، ويبدو أنه طبيعي بالنسبة لهم. هذه بعض الأمثلة على السلوك العكسي:
عنف الشريك الحميم يحدث عنف الشريك الحميم في كثير من الأحيان في مكان العمل. حوالي 36 ٪ إلى 75 ٪ من النساء العاملات اللائي تعرضن لعنف الشريك الحميم قد صرحن عن تعرضهن للتحرش من قبل شخص آخر أثناء العمل. هناك مجموعة متنوعة من الاجراءات التعسفية ضد الضحايا لإعاقة قدرتهم على القدوم إلى العمل وإنجاز عملهم والبقاء في وظائفهم الحالية. ومن هذه الاجراءات الي يستخدمها المجرمين هي: تجميعهم في موقع العمل، والتحرش بالضحية، والتدخل في عمل الضحية. على سبيل المثال، تخريب الضحية حتى لا يتمكنوا من الوصول إلى العمل.
الملل الوظائف التي تتطلب من الأفراد القيام بنفس المهمة على أساس يومي يمكن أن تؤدي إلى سلوكيات عكسية. يمكن أن يؤدي الملل في العمل إلى ممارسات عمل غير مرغوب فيها مثل التغيب عن العمل بشكل متكرر، أو عدم التركيز، أو الانسحاب من المهمة التي تم تعيين الشخص للقيام بها، مما يؤدي إلى انخفاض كفاءة العمل.
1. عندما يتجاهل الناس أو شخص ما زملائهم أثناء العمل.
2. عندما يعمل الناس ببطء ويحتاج العمل إلى سرعة.
3. عندما يرفض الناس مساعدة زملائهم.
4. عندما يرفض الناس قبول مهمة.
5. عندما يظهر الناس اهتمامًا أقل بعملهم.
6. عندما يُظهر الناس سلوكًا هدامًا ضد زملائهم.[5]
7. عندما لا يقدر الناس نجاح زميلهم.

هذه أمثلة على السلوك العكسي الذي يواجهه الناس في حياتهم اليومية.
تتمثل إحدى طرق مواجهة هذا السلوك الغير المنتج في معالجة المبدأ القائل بأن سلوك العمل هو دالة من النتائج الطارئة. من خلال معالجة ما يقدره الموظفون أكثر في مكان عملهم، يمكن تجنب الملل في الوظيفة. المكافآت التنافسية والمكافآت والمكافآت المستندة على الجدارة وخطط التقاعد وبرنامج التدريب التكميلي والعمل بأكثر من موقع أو دولة هي القيم الخمس الأولى التي يقدرها الموظفون أكثر في مكان عملهم. التعرف على السلوك الإيجابي والإنتاجي في مكان العمل يمكن أن يكون بسيطًا جدًا باستخدام تحليل الوظيفة. تمنح هذه الطريقة الآخرين فهمًا وتقييمًا أفضل للواجب النموذجي الذي يبحثون عنه (انظر أيضًا التقييم الصناعي والتنظيمي).

## التحرش الجنسي في مكان العمل
يحدث التحرش الجنسي عندما يقوم فرد (سواء كان ذكرًا أو أنثى) باهتمام جنسي بالشخص الآخر أثناء العمل ومحاولة استغلاله. قد يؤدي استهداف الشخص إلى شعور بعدم الأمان والضغوط لمغادرة الشركة. أظهر أحد الأبحاث أنه من أصل 134,200 شخص في دراسة تمت دراستها، تعرض 65٪ من الرجال و 93٪ من النساء للتحرش الجنسي في مكان العمل وأن كفاءة العمل قد تأثرت بسبب تبادل الموظفين مهامهم والأشخاص الذين يدعون المرض. كما أظهرت الدراسة أن التحرش الجنسي يمكن أن يؤدي إلى شعور الناس بالاكتئاب، وينتج عنه مستوى عال من القلق، وضغط نفسي وجسدي.

## التفاعلات مع الزملاء

### آثار الإساءة اللفظية
الإساءة اللفظية هو مفهوم يشير إلى شكل من أشكال سوء المعاملة من خلال التعبير الشفهي. يمكن أن تؤثر الإساءة اللفظية على الإنتاجية في مكان العمل، سواء بالنسبة للموظف أو صاحب العمل. يمكن أن يؤدي هذا النوع من السلوك إلى استقالة الموظف، وسوء نوعية العمل، تبادل الموظفين مهامهم، والمرض. بالإضافة إلى ذلك، هناك نوع آخر من الإساءة اللفظية يسمى المهاجمة. يحدث هذا عندما تنخرط مجموعة من الأفراد في سلوك مسيء غير جسدي في العمل. يمكن التعبير عن هذا في أشكال عدوانية وغير اخلاقية من الإساءة اللفظية تجاه شخص واحد. إذا استمر هذا السلوك، فسيشعر الشخص في النهاية بالضغط لترك وظيفته بسبب الأداء الضعيف.

## حل النزاعات في العمل
من المهم حل أي مشكلة تنشأ في العمل بين أعضاء الفريق. يلعب حل النزاع دورًا كبيرًا في هذا. تساعد معالجة هذه المشكلات بشكل مناسب على تقليل التأثيرات الضارة لجميع أنواع النزاعات من خلال إعادة النزاهة وبناء النجاح في مكان العمل واستعادة الكفاءة. يتيح العمل معًا لحل النزاع إمكانية إصلاح أنواع مختلفة من التعارض بطريقة تعود بالفائدة على المجموعة.